# San Miguel Jigui
San Miguel Jigui es una localidad del municipio de Cardonal en el estado de Hidalgo, México.

## Toponimia
El nombre está derivado por dos palabras que a continuación se describen: San Miguel,  el nombre del Santo Patrono de la comunidad, San Miguel Arcángel; y Jigui, que proviene de las raíces otomíes (h´ugui) al español, por la abundancia de los árboles de nombre jilitla, en el arroyo de la misma comunidad.

## Geografía

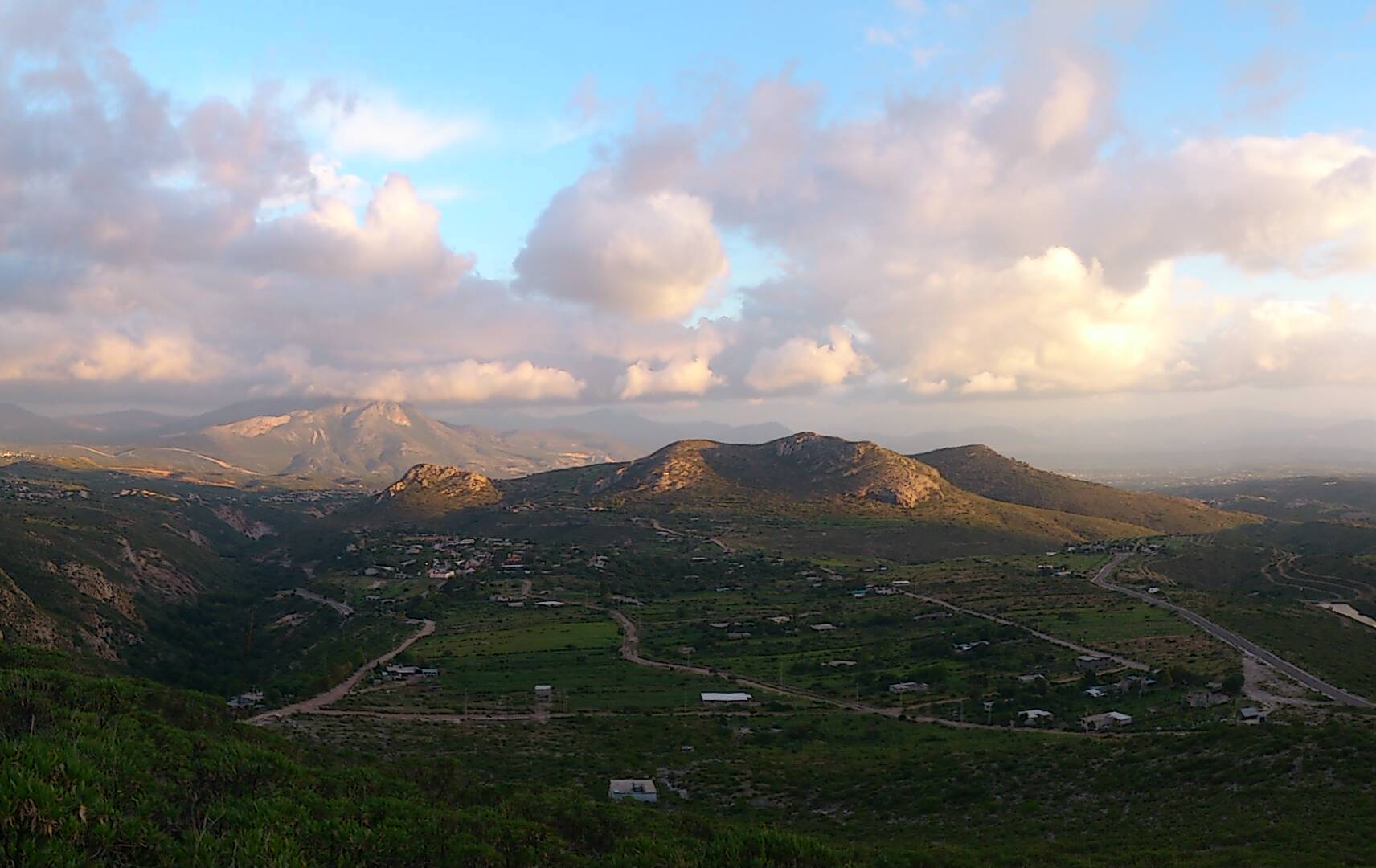
Panorámica de la localidad.

A la localidad le corresponden las coordenadas geográficas 20° 38’ 7.803” de latitud norte y 99° 9’ 26.323” de longitud oeste, con una altitud de 2148 m s. n. m. Se encuentra a una distancia aproximada de 10.47 kilómetros al noroeste de la cabecera municipal, Cardonal.
Se encuentra ubicado entre los límites municipales de Cardonal e Ixmiquilpan, al norte limita con las comunidades de San Clemente, al noroeste con Santuario Mapethe, al sur con la comunidad de El Deca y Cerro Blanco, al poniente con la comunidad de El Olivo y al oriente con la Comunidad de El Buena, todos ellos pertenecientes al mismo municipio, a excepción de la Comunidad del Olivo y Cerro Blanco perteneciente al municipio de Ixmiquilpan. 
En cuanto a fisiografía se encuentra dentro de los límites de las provincias de la Sierra Madre Oriental y e Eje Neovolcánico, dentro de la subprovincia del Carso Huasteco y Llanuras y Sierras de Querétaro e Hidalgo; su terreno es de sierra y lomerío. En lo que respecta a la hidrografía se encuentra posicionado en la región Panuco, dentro de la cuenca del río Moctezuma, en la subcuenca del río Actopan. Cuenta con un clima templado subhúmedo con lluvias en verano, de menor humedad. Oscila con una temperatura de alrededor de los 16 °C a 18 °C y una precipitación pluvial media de 400-430 mm al año.
La flora de esta comunidad tiene una vegetación compuesta por abundantes recursos naturales; Jilitla (Xilitla), encino, huizache, mezquite, pirul además de otras variedades como el fresno, nogal. En las zonas áridas se encuentran cactáceas (garambullos, órganos, cardones, biznagas, palmas, pitayas, lechuguilla, maguey, nopal, sabila, etc.) También cuenta con árboles exóticos como aguacate, manzana, perón. 
En cuanto a fauna silvestre podemos encontrar las siguientes especies de animales; conejo, liebre, ardilla, colibrí, gorrión, pájaro carpintero, correcaminos, víbora, lechuza, tejón, codorniz, palomas, tlacuache, zopilote, cuervo así como una gran variedad de insectos. 
También cuenta con pez mojarra y bagre en un charco de agua situada en el rincón de la comunidad (La Presa).

## Demografía
En 2020 registró una población de 478 personas, lo que corresponde al 2.46 % de la población municipal. De los cuales 232 son hombres y 246 son mujeres. Tiene 123 viviendas particulares habitadas.
El idioma principal es el idioma español, aunque se habla también el Otomí, con la variante del Otomí del Valle del Mezquital. La religión que profesa la mayoría de la población es la Católica , cristiana, y la Gólgota/(Pentecostés). Esta comunidad cuenta con los siguientes niveles educativos: un jardín de niños: "Maurilio Muñoz Basilio", Escuela Primaria :"Valentín Gómez Farías", Escuela Telesecundaria 606.
| Gráfica de evolución demográfica de San Miguel Jigui entre 1950 y 2020                       |
|                                                                                              |
| Población de los censos y conteos del Instituto Nacional de Estadística y Geografía (INEGI). |

## Infraestructura
San Miguel Jigui cuenta con el servicio médico de un centro de salud perteneciente a la Secretaria de Seguridad y Asistencia de Hidalgo (SSAH). La comunidad cuenta con servicios básicos así como de otro tipo de servicios, en lo que a los primeros se refiere se cuenta con servicios de agua potable, alumbrado público, el servicio de energía eléctrica cubre casi el 100 % de las necesidades de la población y un servicio telefónico (caseta) que atiende a 4 localidades; además, se cuenta con red telefónica inalámbrica (telefonía celular). Entre otros servicios el pueblo cuenta con transporte colectivo (San Miguel Jigui-Ixmiquilpan y viceversa) y áreas de recreo (cancha de baloncesto).

## Economía
La localidad tiene un grado de marginación alto y un grado de rezago social bajo. La economía de la población está basada en los ingresos de jornalería, ocupando un pequeño porcentaje a causa de que los terrenos son de campo de temporal; en la cual se siembra los principales granos como son el maíz y el frijol. Por otra parte, los vecinos se dedican al cuidado del ganado doméstico mediante el pastoreo de borrego (muy poco) y el cuidado de aves domésticas (pollo y guajolote), aunque este no genera un ingreso efectivo pero si un ahorro importante hacia las familias.
También como fuente económica de esta localidad, están operando las empresas: Maquila y Confecciones Miriam con un operación de aproximadamente 27 años. Así también un taller de ensamblado de calzado denominado Maquiladora López, este con siete años de antigüedad. La mano de obra de beneficio que ocupa estos talleres son de la misma comunidad y comunidades circunvecinas.
Asimismo unos se dedican a la obreria (jornal) de acuerdo al oficio de cada uno (albañil, herrero, electricista, fontanero, etc.), laborando en los poblados y/o municipios cercanos, algunos se desplazan hacia la Ciudad de México u otros estados vecinos. Pero la principal fuente de ingresos son las divisas extranjeras (dólares de EUA), que se reciben de los colonos emigrados hacia diferentes estados de este vecino país del norte, en busca de mejores condiciones de vida.